# Anna Elisabeth Haselbach

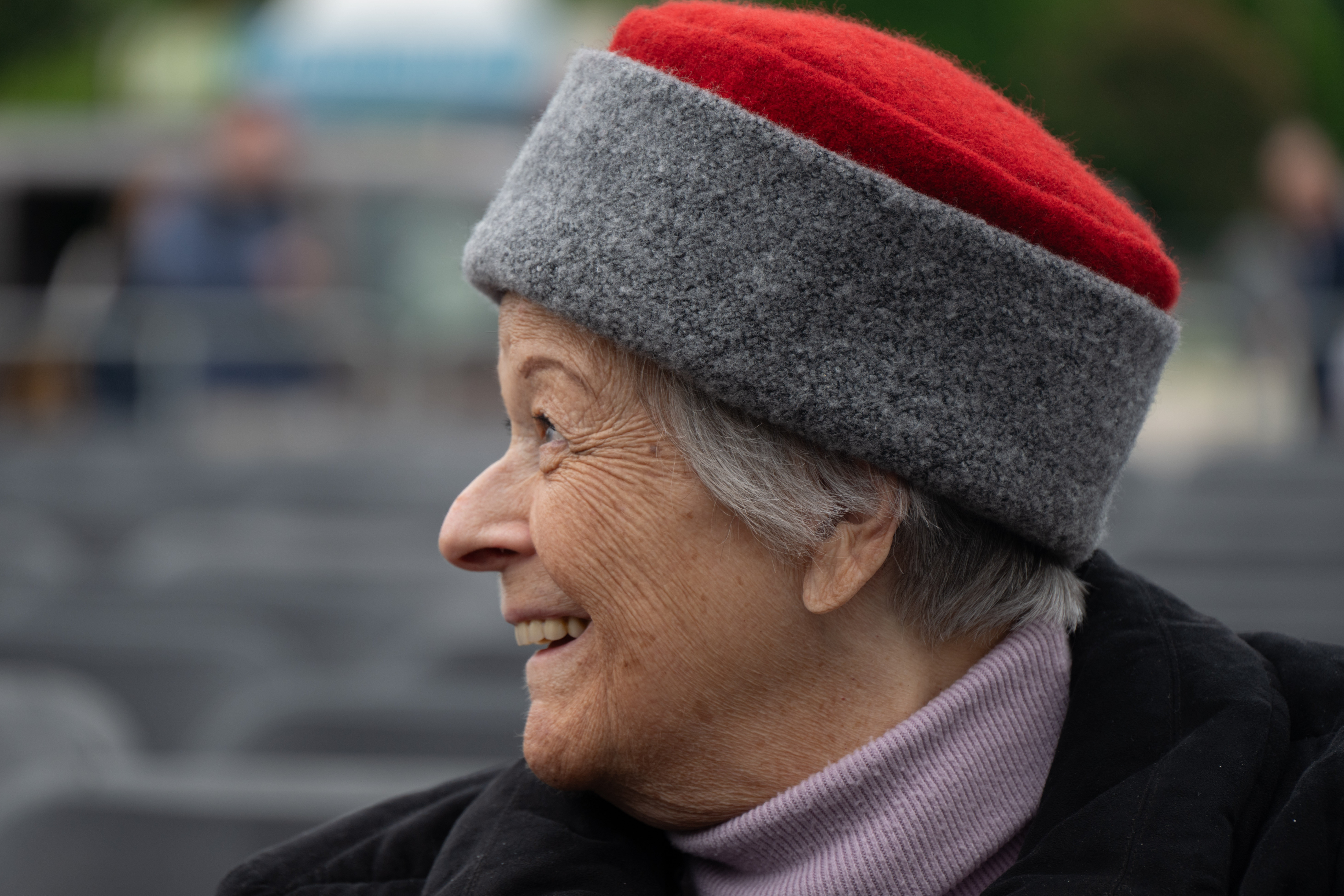
Anna Elisabeth Haselbach (2025)

Anna Elisabeth Haselbach (* 6. Dezember 1942 in Berlin, Deutschland) ist eine österreichische Politikerin.

## Leben
Haselbach kam bereits als Kleinkind mit ihren Eltern nach Österreich und wuchs in Wien auf. Hier besuchte sie auch die Volksschule sowie eine Allgemeinbildende Höhere Schule und absolvierte im Jahr 1961 die Matura. Schon früh trat sie der Sozialdemokratischen Partei Österreichs (SPÖ) bei und arbeitete von 1976 bis 1977 im Bundesfrauensekretariat ihrer Partei. 1977 erhielt sie eine Anstellung als Beamtin im Bundesministerium für Wissenschaft und Forschung und arbeitete so im Büro der Minister Hertha Firnberg und Heinz Fischer. Als 1987 mit Hans Tuppy ein ÖVP-Politiker Wissenschaftsminister wurde, musste sie ihren Stuhl räumen und fand danach Arbeit im Forschungsreferat des Ministeriums. 1999 erfolgte ihre Beförderung zur Amtsdirektorin.
Haselbach wurde 1987 Bezirksrätin für den Wiener Bezirk Brigittenau, ehe sie kurzzeitig, von Mai bis Dezember 1987, als Abgeordnete in den Wiener Landtag und Gemeinderat entsandt wurde. Am 9. Dezember 1987 wurde Haselbach Mitglied des Bundesrats, ein Amt, das sie bis zum 31. Dezember 2007 zwanzig Jahre lang bekleiden sollte. In jener Periode war sie viermal Bundesratspräsidentin, zuletzt von Juli bis Dezember 2004.
Haselbach war auch auf internationaler Ebene tätig. 1994 saß sie in jenem Gremium, das die Aufnahme Österreichs in die Europäische Union regeln sollte. Neben weiteren wichtigen Ämtern bekleidete sie auch das Amt der Vorsitzenden der Österreichisch-Israelischen Freundschaftsgruppe und sorgte dank guter bilateraler Beziehungen zur Volksrepublik China für wirtschaftliche Impulse für Österreich.

## Auszeichnungen (Auszug)
- 1995: Großes Goldenes Ehrenzeichen mit dem Stern für Verdienste um die Republik Österreich[1]
- 2000: Großes Silbernes Ehrenzeichen am Bande für Verdienste um die Republik Österreich[1]
- 2002: Großes Goldenes Ehrenzeichen für Verdienste um das Land Wien
- 2007: Großes Goldenes Ehrenzeichen am Bande für Verdienste um die Republik Österreich[1]
- Großkreuz des spanischen Zivilverdienstordens
- Maria-Victoria-Orden